# نوک‌شاخ ابلق آفریقایی
 نوک‌شاخ ابلق آفریقایی (نام علمی: Tockus fasciatus) نام یک گونه از تیره نوک‌شاخ است.